# Cameron Gaunce
Cameron Gaunce (* 19. März 1990 in Greater Sudbury, Ontario) ist ein kanadischer Eishockeyspieler, der seit August 2024 beim ungarischen Klub Fehérvár AV19 aus der ICE Hockey League unter Vertrag steht und dort auf der Position des Verteidigers spielt. Sein jüngerer Bruder Brendan Gaunce ist ebenfalls ein professioneller Eishockeyspieler. Zuvor war Gaunce unter anderem für die Colorado Avalanche, Dallas Stars, Pittsburgh Penguins und Tampa Bay Lightning in der National Hockey League (NHL) aktiv.

## Karriere

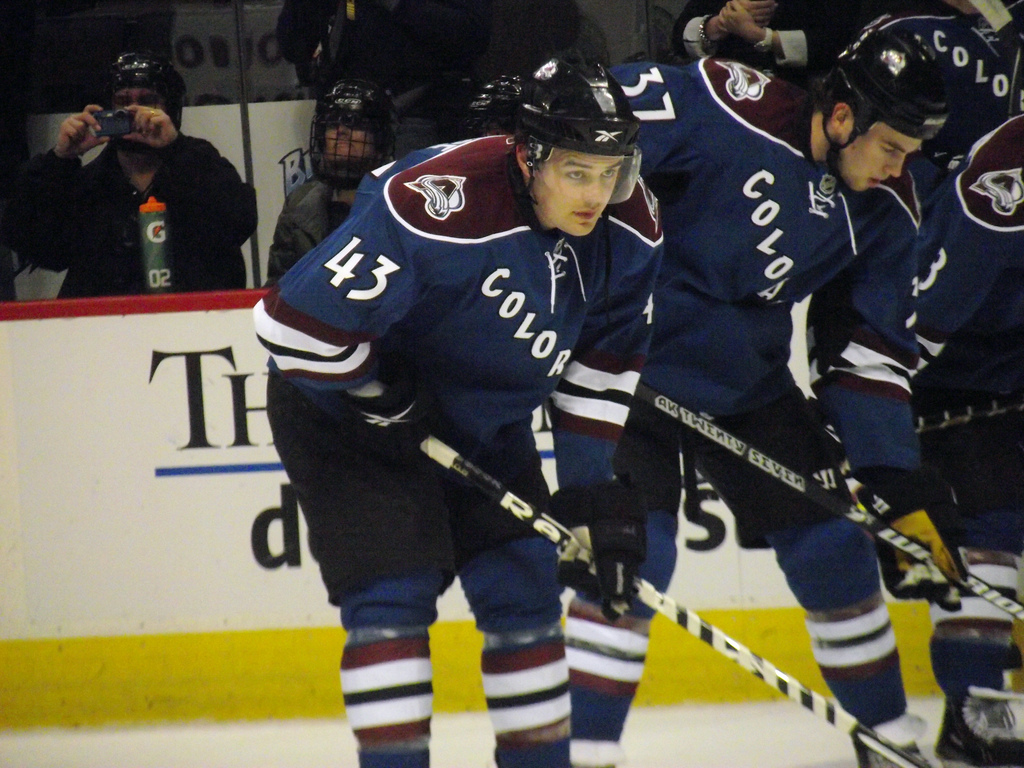
Gaunce (#43) im Trikot der Colorado Avalanche (2011)

Cameron Gaunce spielte beginnend ab der Saison 2007/08 für die Mississauga St. Michael’s Majors in der Ontario Hockey League. Im Anschluss an seine erste Saison wurde der Verteidiger in das OHL All-Rookie-Team berufen. Gaunce absolvierte noch zwei weitere Spielzeiten für die Majors, in denen er in das jeweilige Second All-Star Team berufen, sowie in der Spielzeit 2009/10 in das OHL All-Star-Game eingeladen wurde. In dieser Spielzeit erreichten die Majors das Eastern Conference-Finale der Ontario Hockey League, wo die Mannschaft jedoch in der Best-of-Seven-Serie nach fünf Partien den Barrie Colts unterlag.
Beim NHL Entry Draft 2008 wurde der Verteidiger in der zweiten Runde an insgesamt 50. Position von der Colorado Avalanche ausgewählt. Der Abwehrspieler unterschrieb am 11. März 2009 seinen ersten Profi-Vertrag mit Colorado und spielte ab der Saison 2010/11 für Colorados Farmteam, den Lake Erie Monsters, in der American Hockey League. Gaunce absolvierte 54 Spiele für die Monsters, bevor er am 12. Februar 2011 sein erstes NHL-Spiel für die Avalanche bestritt. Sein erstes Tor in der National Hockey League erzielte er zwei Partien später, bei einer Niederlage der Avalanche gegen die Pittsburgh Penguins. Cameron Gaunce beendete die NHL-Saison 2010/11 in Colorado und absolvierte insgesamt elf Spiele für das Franchise aus Denver.
Am 2. April 2013 wurde er im Austausch für Stürmer Tomáš Vincour zu den Dallas Stars transferiert. Dort kam er in zwei Jahren zu nur neun NHL-Einsätzen und spielte ansonsten für die Texas Stars in der AHL. Im Juli 2015 wechselte er zu den Florida Panthers, wobei er in der folgenden Spielzeit ausschließlich bei den Portland Pirates eingesetzt wurde. Im Juli 2016 unterzeichnete er einen neuen Einjahresvertrag bei den Pittsburgh Penguins, ebenso wie im Juli 2017 bei den Columbus Blue Jackets und im Juli 2018 bei den Tampa Bay Lightning. Das Team gewann am Ende der Playoffs 2020 den Stanley Cup, jedoch bestritt Gaunce nicht ausreichend Partien, um auf der Trophäe verewigt zu werden. Im Oktober 2020 wurde sein in Tampa auslaufender Vertrag nicht verlängert, sodass er im Januar 2021 einen auf die AHL beschränkten Vertrag bei den Ontario Reign unterzeichnete. Dort spielte er bis zum Ende der Saison 2022/23 und blieb anschließend wieder ohne Arbeitgeber. Anfang Dezember 2023 erhielt Gaunce einen Probevertrag bei den Toronto Marlies und verbrachte dort den Rest der Spielzeit 2023/24.
Zur Saison 2024/25 wechselte der Kanadier zum ungarischen Klub Fehérvár AV19 aus der ICE Hockey League.

## Erfolge und Auszeichnungen
| - 2008 OHL All-Rookie Team - 2009 OHL Second All-Star Team - 2010 Teilnahme am OHL All-Star-Game - 2010 OHL Second All-Star Team | - 2014 Calder-Cup-Gewinn mit den Texas Stars - 2016 Teilnahme am AHL All-Star Classic - 2020 Teilnahme am AHL All-Star Classic |

## Karrierestatistik
Stand: Ende der Saison 2024/25
(Legende zur Spielerstatistik: Sp oder GP = absolvierte Spiele; T oder G = erzielte Tore; V oder A = erzielte Assists; Pkt oder Pts = erzielte Scorerpunkte; SM oder PIM = erhaltene Strafminuten; +/− = Plus/Minus-Bilanz; PP = erzielte Überzahltore; SH = erzielte Unterzahltore; GW = erzielte Siegtore; 1 Play-downs/Relegation; Kursiv: Statistik nicht vollständig)